# Caso de las violaciones de Mazan
El caso de las violaciones de Mazan, también conocido como el caso Pélicot, El monstruo de Mazan o el caso Dominique Pélicot, es un caso judicial francés en el que 51 hombres, incluyendo a Dominique Pélicot, fueron acusados de haber violado a la misma mujer, Gisèle Pélicot, quien sin saberlo fue drogada por su marido para permanecer inconsciente durante los actos. 
Los hechos tuvieron lugar entre julio de 2011 y octubre de 2020 en la localidad de Mazan, en el departamento de Vaucluse, al sureste de Francia. El juicio comenzó el 2 de septiembre de 2024, y llamó la atención de la prensa internacional debido a que Gisèle Pélicot solicitó que el juicio fuera público.
El 19 de diciembre del 2024, Dominique Pélicot fue declarado culpable de violación agravada y de reclutar a 50 hombres a través de internet para violar a su esposa en la casa de su familia en el pueblo de Mazan, y obtuvo una sentencia de 20 años de prisión.

## Contexto y acusaciones

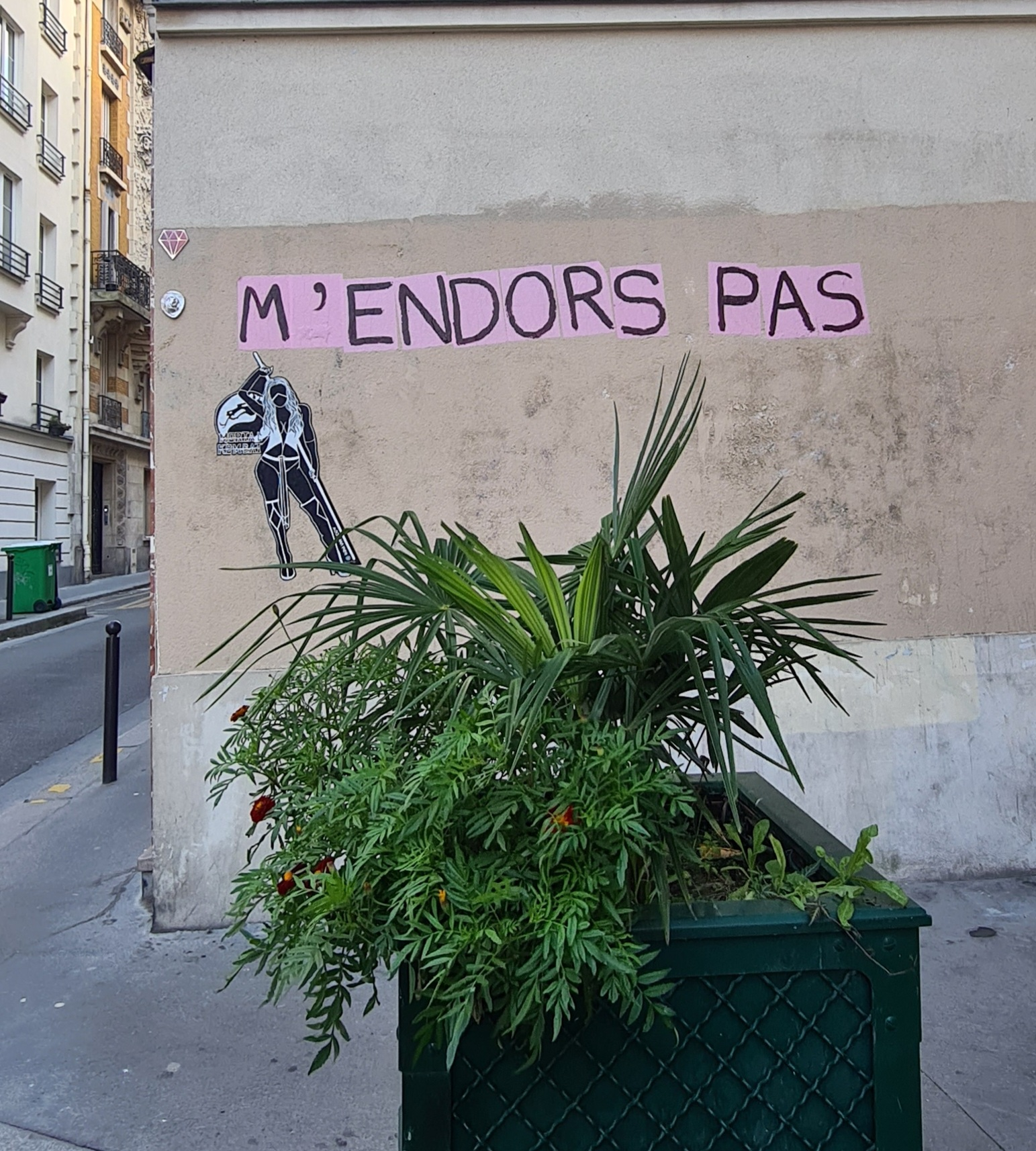
Graffiti en París con la frase M'endors pas («No me duermas»).

En septiembre de 2020, Dominique Pélicot, que entonces tenía 67 años, fue detenido en un supermercado de Carpentras tras filmar bajo la falda la entrepierna de varias clientas sin su consentimiento. Durante la investigación preliminar por delito de "captura de imágenes indecentes", los investigadores descubrieron en el dispositivo incautado chats del sitio de citas coco.fr, durante los cuales Dominique Pélicot invitaba a desconocidos a violar a su esposa, inconsciente bajo el efecto de grandes dosis de Temesta, grababa los abusos e invitaba a ver vídeos de estas violaciones.
En la computadora incautada, los investigadores encontraron una carpeta titulada “ABUSO” que contenía cientos de videos con títulos explícitos, y determinaron que los hechos ocurrieron desde julio de 2011 hasta octubre de 2020, contando 92 violaciones a la víctima, sucedidas en Mazan en el dormitorio de la pareja. La víctima, casada con Dominique P. desde hacía cincuenta años, dijo que no recordaba los hechos debido a la sumisión química y sólo descubrió de lo que había sido víctima en el momento de la investigación.
Además la policía descubrió que la hija mayor de ambos también aparecía inconsciente y en ropa interior en algunas de las imágenes. Dominique P. también había filmado en secreto a sus nueras y compartido los videos en el mismo sitio,
En abril de 2022, Caroline Darian, hija del acusado y de la víctima, publicó un libro Et j'ai cessé de t'appeler Papa con Éditions Jean-Claude Lattès.

## Juicio
La Fiscalía de Aviñón solicitó la remisión del caso a la corte criminal departamental (CCD) de Vaucluse por violación agravada. El juicio inició el 2 de septiembre de 2024 y terminó el 19 de diciembre del mismo año.
En la apertura del juicio, el Ministerio Público solicitó una audiencia a puerta cerrada, pero la víctima se opuso, y el tribunal penal finalmente optó, después de deliberar, por audiencias públicas.
Durante la audiencia del 17 de septiembre, Pélicot declaró que es un violador, "como todos los que están en esta sala". Asimismo, pidió perdón a su familia y, además de detallar el abuso sistemático de su esposa, confesó que sufrió dos agresiones sexuales en su infancia y juventud. El sitio web donde Pélicot organizó los encuentros y abusos contra a su esposa, Coco,gg, fue cerrado por orden judicial el 25 de junio del 2024, ya que se contabilizaron 480 víctimas de más de 23,000 delitos, incluyendo transacciones ilícitas, delincuencia infantil, blanqueo de capital y asociación delictiva.

### Resultado del juicio
El 19 de diciembre de 2024, Dominique Pélicot fue declarado culpable de reclutar a docenas de hombres a través de internet para violar a su esposa en la casa de su familia en el pueblo de Mazan, al sur de Francia, a 20 años de prisión. 49 hombres también fueron declarados culpables de violación, incluyendo a Romain Vandevelde, de 63 años, sentenciado a 15 años de prisión, y 2 fueron declarados culpables de agresión sexual. Algunos de los acusados también fueron declarados culpables de tener material de abuso infantil.

## Casos previos

### Violación y asesinato de Sophie Narme en 1991
Dominique también fue acusado el 14 de octubre de 2022 por la violación seguida o precedida por el asesinato no resuelto de Sophie Narme, de 23 años, en diciembre de 1991 en París, que presentaba varios elementos similares. Él negó ser el autor del hecho.

### Intento de violación en 1999
Su ADN, recogido en el marco de uno de los casos, coincidía con el ADN encontrado bajo el zapato de Estella B., una joven agente inmobiliaria de  19 años agredida el 11 de mayo de 1999 en Villeparisis. Dominique Pélicot, que inicialmente negó los hechos, acabó admitiéndolos porque el mismo ADN fue encontrado en otras mujeres. Fue acusado del asalto a Estella.

### Agresiones sexuales en 2020
La investigación también reveló que Dominique Pélicot ya había sido arrestado en 2020 por filmar las entrepiernas de mujeres bajo sus faldas sin su consentimiento en un supermercado de Seine-et-Marne. En esta ocasión se tomó una muestra de ADN.

## Lista de acusados
- Dominique Pélicot, marido de la víctima, de 71 años;
- Romain Vandevelde, de 63 años, pensionista con diagnóstico positivo de VIH;[3]
- Hassan O., de 30 años[3]
- Joseph Cocco, de 69 años[3]
- Adrien L., jefe de obra, 34 años;[20]
- Mathieu D., de 49 años;[20]
- Redouan E., enfermero de 55 años;[20]
- Jean-Pierre Maréchal, de 63 años, padre de seis hijos, a quien Dominique Pélicot habría “entrenado”[21] para que agrediera a su esposa de la misma manera.[20]